# Séries éphémères de Tintin
 (septembre 2024).
Si vous disposez d'ouvrages ou d'articles de référence ou si vous connaissez des sites web de qualité traitant du thème abordé ici, merci de compléter l'article en donnant les références utiles à sa vérifiabilité et en les liant à la section « Notes et références ».
Cet article entend recenser progressivement toutes les séries éphémères parues dans Tintin. Par séries éphémères on retiendra toutes celles qui font au maximum une centaine de pages et au minimum une vingtaine. Ce dernier critère peut être toutefois battu en brèche si la série est due à des auteurs emblématiques de la bande dessinée.

## Contexte
Refondues en couleurs, les aventures de Tintin font 62 planches et c’est grosso modo le format qui sera adopté pour les « grandes » séries du journal de Tintin, Corentin, Alix puis un peu plus tard Blake et Mortimer pour ne citer qu'elles. Elles sont toutes en couleurs, le plus souvent en tout cas, car les pages couleurs sont encore rares à la fin des années 1940, et composeront la moitié des pages dans les années 1950 et au début des années 1960.
Les séries secondaires à suivre font moitié moins et sont quasiment toujours proposées en bichromie. Ce standard 30/60 planches va progressivement être remplacé par la norme 44/22 planches. Enfin au milieu des années 1960 toutes les pages BD seront en couleurs. Il n’en reste pas moins vrai que la bichromie et surtout la pagination marquaient la frontière entre les séries « vedettes » et celles qui semblaient sans doute moins essentielles aux yeux de la rédaction.
Ce procédé, avec celui des récits complets, permettaient de tester les personnages avant de les lancer dans le « grand bain » puis d’accéder à l’édition en album. Avec la publication en album quasi systématique de toutes les aventures ou presque à la fin des années 1960, ce distinguo aura moins d’importance. Mais de la création du journal au moins jusqu’au milieu des années 1960, il sera significatif. Dès lors un certain nombre de personnages vont être lancés. Certains feront de longues carrières avec différents animateurs comme Chlorophylle ou Clifton, d’autres feront de moins longues carrières mais resteront dans les mains de leurs créateurs, telles Rock Derby ou Rataplan, d’autres enfin n’auront que de furtives apparitions.

## Les aventures comiques
Les séries sont classées par ordre alphabétique.

### Ambroise et Gino(1966)
Parue initialement dans le Corriere dei Piccoli, c'est une bande dessinée en 3 épisodes de Dino Attanasio relatant les aventures d'un père et son fils, plombiers de leur état.
Dans le même esprit que Signor Spaghetti, avec moins d'inventivité et de truculence

### Bôjolet(1964)
Série de 22 récits complets dont la longueur a varié entre 2 et 6 pages racontant les sympathiques aventures de Bôjolet, clochard de son état. A compter du neuvième épisode, il est rejoint par Riesling dont le fort accent alsacien (ou allemand) permet quelques jeux de mots. La série s'intitulera d'ailleurs un peu plus tard Bôjolet et Riesling.

### Céleste Pion(1964)
19 récits de 4 pages scénarisés par Jacques Acar et dessinés par Hugo.

### Les Chevaliers de Muzardon(1961)
Gédéon Rillette, le roi de la saucisse pour cocktail, a rénové à grands frais le château de Muzardon. Deux bandits profitent de la fête du village pour essayer de voler ce qui peut être volé. Mais une troupe de 3 jeunes scouts, les chevaliers de Muzardon, va les mettre en échec.
Bande humoristique de 30 pages dessinées par Mitteï et scénarisées par Michel Greg. Aucun album à ce jour.

### Constant Souci(1967)
Une aventure de 44 planches signée Greg mais avec le soutien actif de Dupa et Vicq.

### Didi Soda – L’Île atomique (1962)
Dessins de Hugo (Fonske) et scénario de Yves Duval. Série de 30 planches dans laquelle Dick et Phil Dever ont échoué sur une île du Pacifique. Survient un navire malheureusement rempli de gangsters. Mais à l’époque certaines îles de la région servent aussi à des essais atomiques...
Soulignons que Hugo signait également dans Tintin une courte série de récits humoristiques intitulée Professeur Twist. Dans les deux cas aucun album à ce jour.

### Evariste Confus(1963)
Série humoristique de Jo-El Azara en récits complets. L’essentiel de l’action se situe dans la principauté du Frittland. Aucun album à ce jour.

### La Famille Cokalane(1961)
Courte série signée Uderzo et Goscinny , dans l'esprit de la famille Moutonnet (voir infra). Cette BD était patronnée par Pétrole Hahn, soulignons que pareil patronage était fréquent à l'époque. Les deux auteurs ayant par exemple créé Pistolin pour le chocolat Pupier.

### La Famille Moutonet(1959)
Très courte série signée Uderzo et Goscinny.

### La Famille Trotinet – Pâte à plans(1960)
Anjo, pseudonyme de Jo Angenot, signe cette courte bande humoristique de 30 planches. Aucun album à ce jour.
La petite ville de Valbourg abrite un centre de recherche atomique. Un espion vient de dérober le microfilm d’une nouvelle arme et cherche à échapper à Max Luger, l’un des as du contre-espionnage. Pour cela il part se mêler à la foule valbourgeoise mais son chemin va croiser celui de la famille Trotinet.

### Joly – La clé mystérieuse(1963)
Sur un scénario d’Acar et un dessin d’Hugo, cette bande est en quelque sorte une réplique de Johan et Pirlouit (1952) : même époque, même fantaisie, même type de héros (le duo improbable), même lectorat visé. Malheureusement pour les auteurs pas le même succès.
La rédaction du journal devait néanmoins y croire puisque le personnage a eu les honneurs d’une couverture. Joly un jeune garçon astucieux a trouvé une clé en or et rencontre Fleurette, sympathique force de la nature qui fait office d’Obélix de service.
Tous deux veulent retrouver le propriétaire légitime de cette clé qui est bien sûr convoitée par d’autres. 30 planches en bichromie qui resteront sans suite. Aucun album à ce jour.

### Ken Krom–Deux poires pour la soif(1965)
Nouvelle collaboration Berck/Duval de 30 planches. Ken Krom est un agent du FBI chargé d’infiltrer un réseau d’espions. Il s’attelle à la tâche avec son ami Curt Zurpatt.
Les noms et les physiques des deux héros rappellent Kromyr et Koursurpatt, méchants récurrents des aventures de Rataplan, une série créée précédemment par Berck et Duval, également dans Tintin.
L’histoire a été reprise en 1971 chez Samedi-Jeunesse. Un album paru chez BD Must (2010).

### Lady Bound – Lady Bound s’en va-t-en guerre(1967)
Depuis 10 ans, Berck est l’un des piliers du journal. Il y a animé Strapontin, Rataplan, Panchico, Ken Krom et quelques autres bandes à connotation publicitaire. Cette série sera pourtant sa dernière création originale puisqu’il partira bientôt chez Spirou. Il livrera encore une dernière histoire de Strapontin et c’en sera fini.
Cette Lady Bound de 30 planches toutes en couleurs est co-signée Duval au scénario. En rentrant dans son château, Lady Bound le retrouve envahi de bêtes sauvages. Son voisin Lord Archibald, personnage excentrique, lui révèle que cela pourrait bien être l’œuvre de ses neveux, sinistres personnages.
L’histoire a été reprise en 1971 chez Samedi Jeunesse. Un album paru chez BD Must (2010).

### Luc et Laplume – Le Trône de Gilgit(1952)
Luc et Laplume est une série humoristique d’aventures de Fred Funcken parue entre le n° 37 (1952) et le n° 2 (1953) de l’édition belge du Journal de Tintin.
Cette bande couleur de 19 planches est d’un style fort différent des réalisations futures de Funcken, qui seront alors signées en collaboration avec sa femme. Nous avons ici un dessin qui s’apparente peu ou prou à la ligne claire mais dans un style « enfantin ».
Luc et Laplume ont appris que leur copain Hadji, scout dans leur patrouille, a été enlevé. Tout laisse penser que le jeune homme qui est un enfant adopté pourrait bien être l’héritier du trône de Gilgit. Parce qu’ils soupçonnent un certain M. Blitz, Luc et Laplume sont également kidnappés et embarqués dans un navire qui part pour les Indes.
Bande destinée à la frange la plus jeune du journal.
Un album édité en 2014 aux Éditions Hibou.

### Mottie(1956)
Mottie la marmotte, est une série de 11 récits complets de facture comique, soit en tout et pour tout 24 planches. René Goscinny a scénarisé certains épisodes tandis qu’Angenot assurait les dessins. A noter que cette bande comme quelques autres du même esprit est présentée comme s’il s’agissait d’une pellicule photo.

### Panchico – Viva Panchico(1963)
Berck et Duval, avec vraisemblablement Acar en sous-main, collaboraient déjà ensemble sur Rataplan et le feront plus tard sur Lady Bound quand ils lancent Panchico.
Comme son nom l’indique Panchico est un jeune mexicain, petit cireur de chaussures. Il habite dans la province de Coplabamba, c’est justement là que le colonel Rossavacca part en exil après un putsch raté. Avec Slim, un bandit gringo, il compte bien mettre la région sous sa coupe réglée. Mais Don Fernan, le placide gouverneur local, a pour cireur de bottes et ami un Panchico plein de ressources.
Bande de 30 planches en bichromie. Un album paru chez BD Must (2010).

### Périn – L’Affaire Tarentule(1961)
Tarentule, malfaiteur patenté, est libéré de la prison de Patrouville et retrouve Mimosa son ancien complice. Ses premiers moments de liberté semblent montrer qu’il s’est amendé. Pourtant vols, agressions et enlèvements reprennent. Périn, son avocat est persuadé que son client est innocent. A noter que Pincher Barnett, l’un des personnages de Clifton à New York, apparaît dans l’histoire.
Les 30 pages de cette BD humoristique sont signées Mazel.

### Poussin et Poussif(1957)
3 petites histoires signées Goscinny et Uderzo, mentionnées ici compte tenu de la notoriété des auteurs.

### Rouly-la-Brise(1959)
Courte série humoristique de pirates scénarisée par Greg et dessinée par Mitteï. On peut penser que cette bande a été lancée pour faire plus ou moins pièce à Vieux Nick paru un an plus tôt dans les pages de Spirou.

### Tim et Anthime(1966)
Cette série de Christian Godard est une reprise en 1966 de deux aventures initialement parues dans le journal IMA durant la période 1957-59. Il s'agit d'aventures comiques à connotation plus ou moins policière.

## Les aventures réalistes

### Alain Landier(1962)
Alain Landier, chirurgien spécialisé dans la recherche spatiale, est une série d’aventures science-fictionnelles. Le héros cherche à trouver les traces de la présence d’extra-terrestres que ce soit par la présence d’OVNI contemporains ou via les traces de civilisations passées.
La série s’inscrit dans la vague plus ou moins ésotériste lancée par Le Matin des Magiciens de Pauwels et Bergier et poursuivi par la revue Planète.

### Carol détective(1990)
Série de science-fiction d'André-Paul Duchâteau et Eddy Paape dans laquelle une détective, Carol, mène des enquêtes avec un chat humanoïde.

### Les Cascadeurs(1972)
Série d'action dans le milieu de la cascade, scénarisée par Michel Greg, dessinée par Mittéï et assisté par Foal, de 30 planches, publiée en chapitres entiers du no 9 au no 44 en 1972.

### Le Chinois au manteau rouille(1952)
Bande dessinée couleurs de 21 planches parues dans Tintin Belgique du n°38 (1952) au n°6 (1953) de l’édition belge. Le scénario et les dessins sont de Raymond Reding.
À noter que si les dessins s’inscrivent bien dans la ligne claire, ils sont de nature plus enfantine que les autres bandes de Reding parues à la même époque telles que Monsieur Vincent ou le Pacte de Pashutan.

#### Synopsis
Parce qu’il recherche sa balle de jokari qui s’est perdue dans un buisson, Popol surprend la conversation de deux malfrats, sans avoir pu voir leur visage. Il a toutefois noté que l’un des deux prononce les R comme des L et en déduit qu’il est « chinois ». Le soir même en rentrant chez lui avec sa sœur Ritou, il est bousculé par un homme portant un gros paquet et prononçant les R comme des L.
On apprend le lendemain qu’il s’agit de l’enlèvement de Jeanlou Lecorbeaux dont les parents promettent une somme de 500.000 Francs à qui permettra l’arrestation du ou des kidnappeurs. Cette somme permettrait justement aux parents de leur copain Jacquot, gravement malade, de financer le rétablissement de leur fils en sanatorium.
Popol se rappelle des détails de la conversation entendue et comprend qu’Ernest, le domestique du milliardaire est de mèche avec les gangsters. L’enquête commence…

### Cranach de Morganloup(1982)
Série d'heroic fantasy de Didier Convard et Jean-Luc Vernal. Nous sommes sur Terre dans le futur après une catastrophe (nucléaire ?, écologique ?) qui a fait revenir l'humanité dans sorte de temps médiéval.

### David Balfour(1952)
Adaptation du roman de Robert Louis Stevenson, Enlevé ! (1886) par Jacques Laudy. 37 pages couleurs parues à raison d’une planche par semaine du n° 24 (1952) au n° 7 (1953).
En 1751, David Balfour devenu orphelin à 17 ans part rejoindre son oncle Ebenezer. Mais le vieux grigou qui a capté l’héritage familial cherche à se débarrasser par tous les moyens de cet indésirable neveu. Après avoir échoué dans une tentative d’accident mortel, il confie le sort du jeune homme à des pirates chargés de le vendre comme esclave aux Amériques. Mais le navire fait naufrage au large de l’Écosse...

### Élodie d'Avray(1970)
Série d'aventures à connotation plus ou moins policière de Charles Jarry.

### Flamme d’Argent(1960)
Paul Cuvelier fait partie des auteurs présents dans le journal dès le numéro 1 avec son personnage de Corentin. Outre quelques récits complets, il livrera également des séries comme Line ou encore Wapi. Ce Flamme d’Argent est composé de trois histoires toutes de 30 pages toutes en couleurs, dessinées et scénarisées par Cuvelier.

#### Synopsis
Ardan des Sables, ménestrel de son état, est de retour des croisades. Il sépare deux gamins qui se battent. Le premier s’appelle Fennec et est le fils du bûcheron, le second dit ne pas avoir de nom et prétend que son père est parti aux croisades. Il se trouve que c’est ce même enfant que cherchent des soldats en armes et celui qu’ils poursuivent n’est autre qu’Edric, le fils de Guy de Saintonge.
Ardan va donc devenir Flamme d’Argent pour chasser le vilain usurpateur Argaud.
Après avoir repris possession de ses biens, Edric part avec Flamme d’Argent et Fennec pour la Terre Sainte afin de savoir ce qu’il est advenu à son père. C’est l’occasion pour Cuvelier d’introduire un nouveau personnage, Thomas, qui se joint aux compagnons. Les deux premiers épisodes forment donc un cycle complet.
La troisième et dernière aventure est indépendante et est scénarisée et dialoguée par Greg. Elle débute dans les Pyrénées, se poursuit dans l’Espagne mauresque et concerne uniquement Thomas et Flamme d’Argent.

### Howard Flynn(1964)
Série d'aventures maritimes de William Vance et Yves Duval. Howard Flynn est officier dans la Royal Navy à l'époque des guerres de la Révolution et l'Empire.

### Jack Diamond(1959)
Western en couleurs de Fred et Liliane Funcken composé de trois aventures toutes de 30 planches.

### Les naufragés d’Arroyoka(1971)
Bande dessinée d’aventures aux contours fantastiques de 47 planches, livrées en 6 chapitres de récits complets mais dont l’ensemble forme une histoire. Le scénario est signé Greg et les dessins de Claude Auclair. Un album est paru originellement dans la collection Jeune Europe (1975)  et assez régulièrement réédité depuis.

#### Synopsis
A bord d’un canot pneumatique, Roy Carson aborde une île au large de la Nouvelle-Guinée. Il a pour compagnon Max Morgan et Jade Daniell, tous deux mal en point après avoir erré 23 jours en mer à la suite d'un accident d’avion. Après avoir abrité ses camarades, Roy part à la recherche de nourriture. Très rapidement il débouche sur une plaine et fait face à une gigantesque statue sculptée dans la pierre. Puis apparaissent deux chevaliers en armure qui foncent au grand galop sur Roy pour le tuer.
Pourtant le lendemain matin, les naufragés découvrent sur la plage différents mets accompagnés d’une lettre signée du Supérieur des Gardiens d’Arroyoka...

### Le Pacte de Pashutan(1951)
Une bande d'aventures dessinée et scénarisée par Raymond Reding. La découverte d'une sorte d'amphore dans le port de Mombasa  entraîne quelques aventuriers à la recherche de l'Atlantide.

### Pat Kerdec – Le dossier vert(1960)
Deuxième série d’Édouard Aidans mais sa première bande réaliste. Le scénario est signé J. et F. Gall. Pat Kerdec est un jeune homme orphelin qui exploite un parc à huîtres en Bretagne. L’histoire laisse penser qu’il n’est pas encore majeur, la majorité étant à l’époque fixée à 21 ans. Une panne de moteur le fait recueillir par un navire, malheureusement le bâtiment appartient à Ralsky un sinistre gredin qui détient prisonnier un jeune garçon, Tom Larieux. Ce dernier est le fils d’un banquier accusé d’avoir volé une formule secrète caché dans un dossier vert. Leurs aventures, assez invraisemblables pour ne pas dire naïves, les entraînent au Mexique, puis à Tahiti, en Papouasie, en Birmanie, dans l’Himalaya, en Irak, en Suisse et pour finir à Paris.

### Les requins de Caraïbes(1962)
Bande dessinée de 30 planches en bichromie de René Léonard (textes et dessins). Nous sommes vers 1710 dans les Antilles et Black Jack et Diego, deux pirates, s’affrontent. Cette série est inédite en album.

### Le secret de Mahukitah(1950)
Bande dessinée de 19 planches dont Albert Weinberg a assuré le scénario et les dessins. Il s’agit de la première histoire qu’il livre pour le journal de Tintin, hormis quelques illustrations. Bien qu’encore jeune (27 ans) le dessinateur a déjà une solide expérience puisqu’il a été l’assistant de Victor Hubinon sur Tarawa, Atoll Sanglant et travaille pour Heroic-Album. Son style est assez différent que celui qu’on lui connait dans Alain Landier, a fortiori dans Dan Cooper, il s’inscrit ici directement dans la ligne claire
Le scénariste reste en revanche davantage en retrait. Bien que recélant bon nombre de poncifs et d’ellipses mal venues, l’histoire reste attachante. C’est le témoignage d’un jeune auteur qui fait ses gammes mais où l’on sent poindre des qualités qui s’affirmeront avec le temps.

#### Synopsis
Le professeur Mordant a disparu dans la jungle du Peten au Guatemala, c’est la deuxième expédition qui disparait en quelques mois. La fille du professeur, Eliane, partie à la recherche de son père, rencontre Marc, un jeune Français, dans le village de Quirigo. L'agitation y règne puisqu'on vient de recueillir un Européen dont la langue a été coupée, preuve que l’expédition a été attaquée. Eliane révèle que son père partait à la recherche d’une cité maya-quiché. Il n’en faut pas plus pour que Marc et son adjoint indien, Gabriel, accompagnent la jeune femme. C’est le début d’une aventure qui va les mettre aux prises des hommes bleus.
A noter que certaines cases au début de l'aventure semble avoir été inspirées par L'Oreille Cassée.
L’histoire est inédite en album.

### Tommy Banco (1970)
Une bande d'aventures dessinée par Eddy Paape et scénarisée par Greg, puis Jean Roze et enfin Jacques Acar.

### Thyl Ulenspiegel(1951)
Thyl Ulenspiegel reprend en 1951-1953 les aventures de Till l’Espiègle, le fameux personnage du folklore flamand, scénarisées et dessinées par Willy Vandersteen. Patrick Gaumer considère cette bande dessinée comme un « petit chef-d'œuvre »[réf. nécessaire].

### Udolfo(1978)
Une aventure fantastique d'Eddy Paape et André-Paul Duchâteau. L'action se situe en Europe au XIXe siècle chez un maître horloger. Même si l'histoire est différente, on pense bien sûr au Maître Zacharius de Jules Verne et d'une manière plus générale avec un parfum de Poe, Hoffmann, Villiers de l'Isle-Adam ou même Théophile Gautier dans certaines de ses nouvelles.

### Wapi(1962)
Western de Paul Cuvelier composé d’une histoire de 30 planches et de récits complets. Le personnage est un jeune indien.

### Yorik des Tempêtes(1971)
Une courte série de pirates d'Eddy Paape et André-Paul Duchâteau. Afin de mieux concurrencer Pif qui connaissait un franc succès autant par ses gadgets que ces histoires complètes, Greg, alors rédacteur en chef de Tintin proposa à différents auteurs maison de lancer de nouveaux personnages dont chaque épisode formerait une histoire complète mais qui s'intégrerait dans un cycle plus large, un peu comme la première saison TV du Zorro de Walt Disney Productions. Ce système permettait de proposer des histoires complètes tout en s'insérant dans un schéma narratif permettant de fidéliser les lecteurs et accessoirement de publier des albums. A titre d'exemple, ce procédé permit de lancer Barnaby Bumper que l'on connait mieux sous le nom de l'album Go West, les Panthères, la saga du grizzli puis Les Naufragés d'Arroyoka d'Auclair et ce Yorik.
L'histoire de 46 planches fut donc livrée en 6 chapitres puis Yorik alla naviguer dans Tintin Sélection, revue en format poche qui offrait des histoires inédites. Il y eut 3 courtes aventures de 16 pages qui, compte tenu du format, représentent environ 50% d'une planche traditionnelle. Enfin une nouvelle illustrée dans la même revue clôtura ces aventures.